# HTBLA Hallstatt

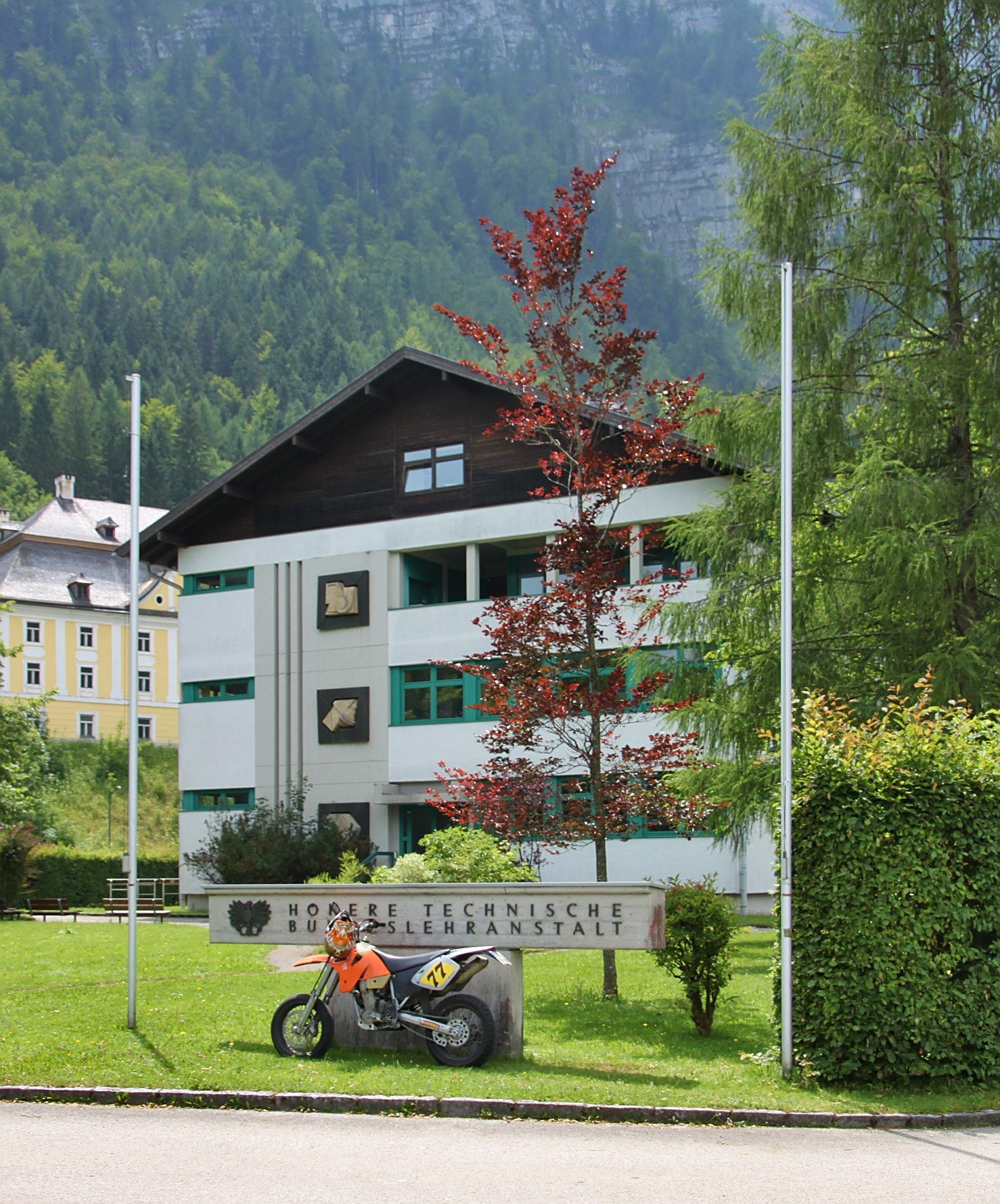
HTBLA Hallstatt

Die HTBLA Hallstatt ist eine Höhere Technische Bundeslehranstalt des Bundes in der Marktgemeinde Hallstatt im Bezirk Gmunden in Oberösterreich.

## Geschichte
An der Gründung der Holzfachschule Hallstatt war der Jurist und Staatsmann Johann von Chlumecký (1834–1924) beteiligt. Das Schuljahr 1873/1874 wurde mit vier Schülern mit den Ausbildungen in Holzschnitzerei und Marmorbearbeitung begonnen. Eröffnet wurde die Schule durch k.k. Handelsminister Anton von Bannhans. 1881/1882 und 1886/1887 wurde die Schule mangels geeigneter Lehrstellen in der Wirtschaft mit dem Ausbildungen Tischlerei und Holzdrechslerei erweitert. 1904 erfolgte die Grundsteinlegung für ein neues Schulgebäude am Kernmagazinsplatz, welches 1905 geweiht und eröffnet wurde, und heute als Theoriegebäude genutzt wird. 1925/1926 wurde ein einjähriger Meisterkurs für Tischler begonnen.
Von 1938 bis 1941 stieg die Zahl der Schüler an und erforderten einen Erweiterungsbau. 1944 wurde kriegsbedingt die Schule ausgelagert.
1948 wurde der Schulbetrieb in Hallstatt wieder aufgenommen. Ab 1950 konnten die Meisterschüler die Meisterprüfung in der Schule ablegen. Von 1962 bis 1967 bestanden Überlegungen einer Verlegung bzw. Auflösung der Schule, was erfolgreich abgewendet wurde. Von 1969 bis 1971 wurde ein Schülerheim und von 1977 bis 1982 ein neues Werkstättengebäude erbaut. Von 1982 bis 1985 erfolgte die Generalsanierung des Theoriegebäudes.
Mit dem Schuljahr 1982/1983 wurde die traditionelle Bundesholzfachschule Hallstatt zur HTBLA Hallstatt. Zum Schuljahr 1988/1989 wurde die neue Abteilung für Musikinstrumentenbau begonnen. Ab 1997/1998 wurde die Abteilung für Innenausbau und Möbelbau mit zwei Klassen geführt.
2011 erfolgte eine Bauverhandlung für einen Erweiterungsbau des Theorie- und Werkstättengebäudes nach den Plänen des Architekturbüros Riccione architekten Bortolotti Cede.

## Ausbildungen
- HTL für Innenarchitektur (Raum- und Objektgestaltung) und Holztechnologie, 5 Jahre mit Matura
- HTL für Holz-Restauriertechnik
- Fachschule für Tischlerei, 4 Jahre mit Abschlussprüfung
- Fachschule für Bildhauerei
- Fachschule für Drechslerei
- Fachschule für Instrumentenbau
- Fachschule für Zimmerei
- Fachschule für Bootsbau
- Meisterschule für Tischler, 1 Jahr mit Meisterprüfung
- Meisterschule für Drechsler
- Meisterschule für Streich- und Saiteninstrumentenerzeugung
- Meisterschule für Holz- und Steinbildhauerei
- Berufsreifeprüfung

## Leitung
- Franz Xaver Wirth
- 1977–1998: Heribert Krempl
- 1998–2018: Jörg Zimmermann
- seit 2018: Christoph Preimesberger